# Google AJAX APIs
Google AJAX APIs cho phép nhà phát triển web tạo một ứng dụng web động với HTML và JavaScript. Nhà phát triển có thể thêm vào trang web của họ bản đồ, hộp tìm kiếm động chỉ bằng vài dòng mã.

## Danh sách API
- API Google Maps - Tích hợp Google Maps
- API tìm kiếm Google AJAX - tìm kiếm trên web tương tác
- API nguồn cấp dữ liệu AJAX của Google - tải lên nguồn cấp dữ liệu RSS và Atom qua JavaScript
- API Google Visualization - công cụ để tạo các biểu đồ, sơ đồ khác nhau, v.v.
- API ngôn ngữ AJAX của Google - dịch toàn bộ trang một cách nhanh chóng
- API thư viện AJAX - kết nối các thư viện AJAX nổi tiếng trực tiếp từ máy chủ Google
- API Tìm kiếm Sách của Google - thêm sách vào một trang bằng nhiều thư viện khác nhau
- API Google Earth - Tạo liên kết tới Google Earth
- API Kết nối Bạn bè của Google - tích hợp với dịch vụ Kết nối Bạn bè

## Các thư viện hỗ trợ
- Google Maps API: Thêm bản đồ Google vào trang web.
- Google AJAX Search API: Tải tin Atom và RSS feed từ bất kỳ máy chủ nào.
- Google Visualization API